# Chwytotablica

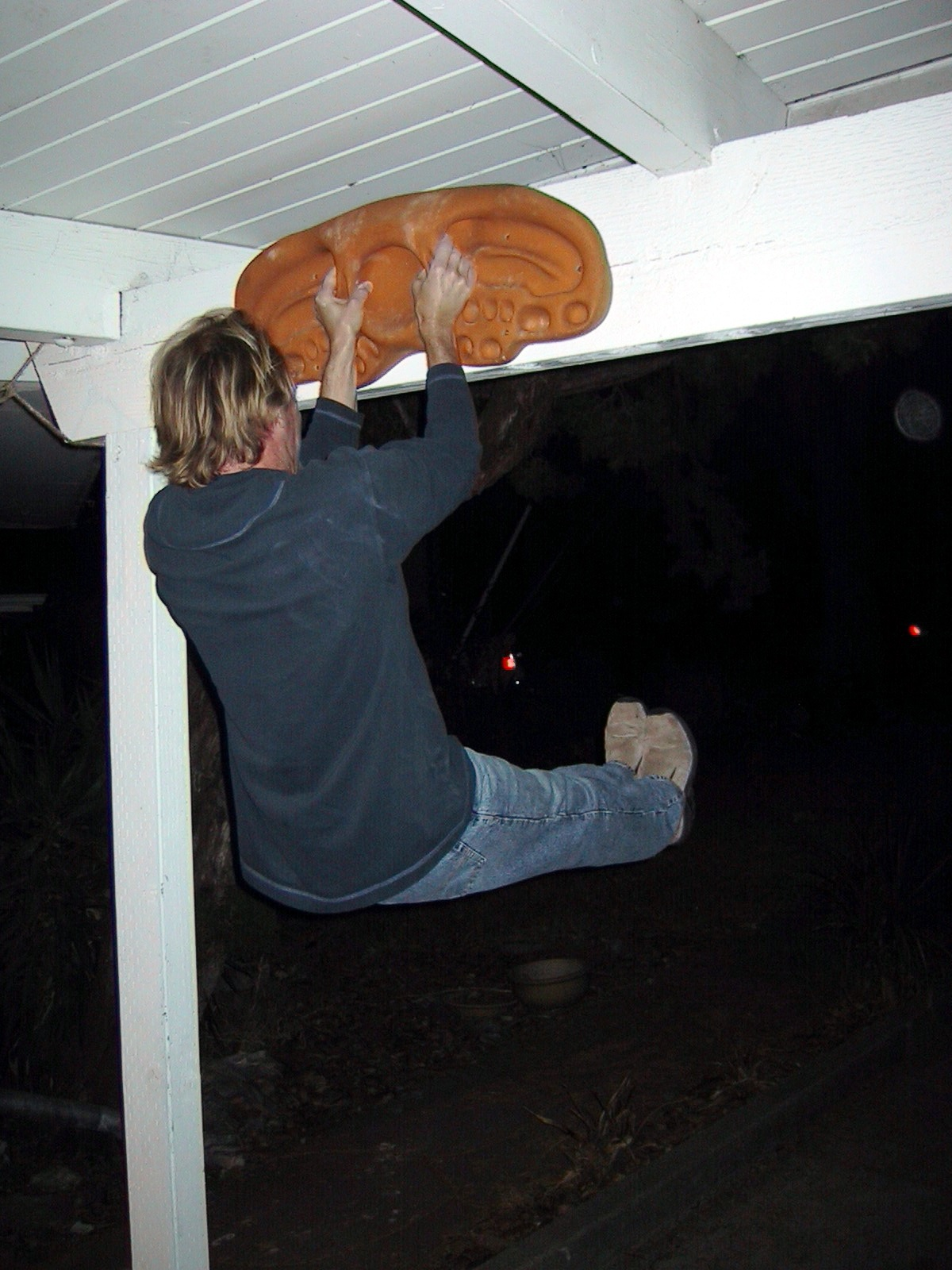
Trening na chwytotablicy

Chwytotablica – przyrząd treningowy używany przez zaawansowanych wspinaczy do wzmocnienia siły palców i rąk.

## Budowa
Chwytotablica ma postać zawieszonej pionowo tablicy z wyżłobieniami i wypukłościami o zróżnicowanym kształcie i wielkości, stanowiącymi chwyty. Chwytotablice wykonuje się w postaci odlewu z żywicy epoksydowej z dodatkiem piasku (techniką podobną do używanej przy produkcji chwytów wspinaczkowych przeznaczonych na sztuczne ścianki) lub, rzadziej, z drewna.

## Trening
Trening polega na przytrzymywaniu się palcami chwytów pod częściowym lub pełnym (w zwisie swobodnym) ciężarem ciała. Oprócz przytrzymywania się chwytów, wykonuje się również podciągnięcia. W zależności od stopnia zaawansowania ćwiczącego używa się chwytów różniących się wielkością i kątem nachylenia do poziomu: od największych, zaginających się chwytów (nazywanych klamami) poprzez zaokrąglone krawądki, aż po dziurki na dwa lub jeden palec. Niektóre tablice umożliwiają również stosowanie ścisków (pionowych chwytów przytrzymywanych przez ich ściśnięcie między palcami a kciukiem).
W zależności od stopnia trudności i liczby powtórzeń wykonywanego ćwiczenia zawisanie na chwytotablicy pozwala na zwiększanie siły maksymalnej lub wytrzymałości siłowej palców.
Podciąganie się na chwytotablicy, w zależności od wielkości wybranych chwytów, może służyć do trenowania bicepsów i mięśni pleców (podobnie, jak podciąganie się na drążku) lub angażować głównie palce (podobnie jak ćwiczenia wykonywane na campusie).
Podczas ćwiczeń należy stosować chwyt wyciągnięty lub otwarty, unikając chwytu zamkniętego (nazywanego również łuczkiem). Stosowanie chwytu zamkniętego, mimo iż najłatwiejsze dla osób bez odpowiedniego doświadczenia, nie ma uzasadnienia treningowego i może doprowadzić do kontuzji, w tym m.in. do zerwania troczków lub więzadeł obrączkowych paliczków. Co więcej, trenowanie chwytu wyciągniętego wzmacnia również chwyt zamknięty, natomiast stosowanie jedynie chwytu zamkniętego nie powoduje wzmocnienia chwytu wyciągniętego.